# Francuski Narodowy Komitet Olimpijski i Sportowy

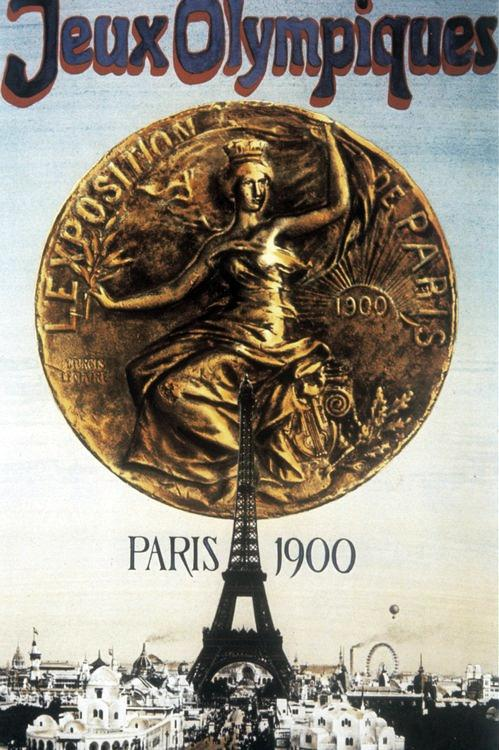
Plakat II Letnich Igrzysk Olimpijskich w 1900 roku

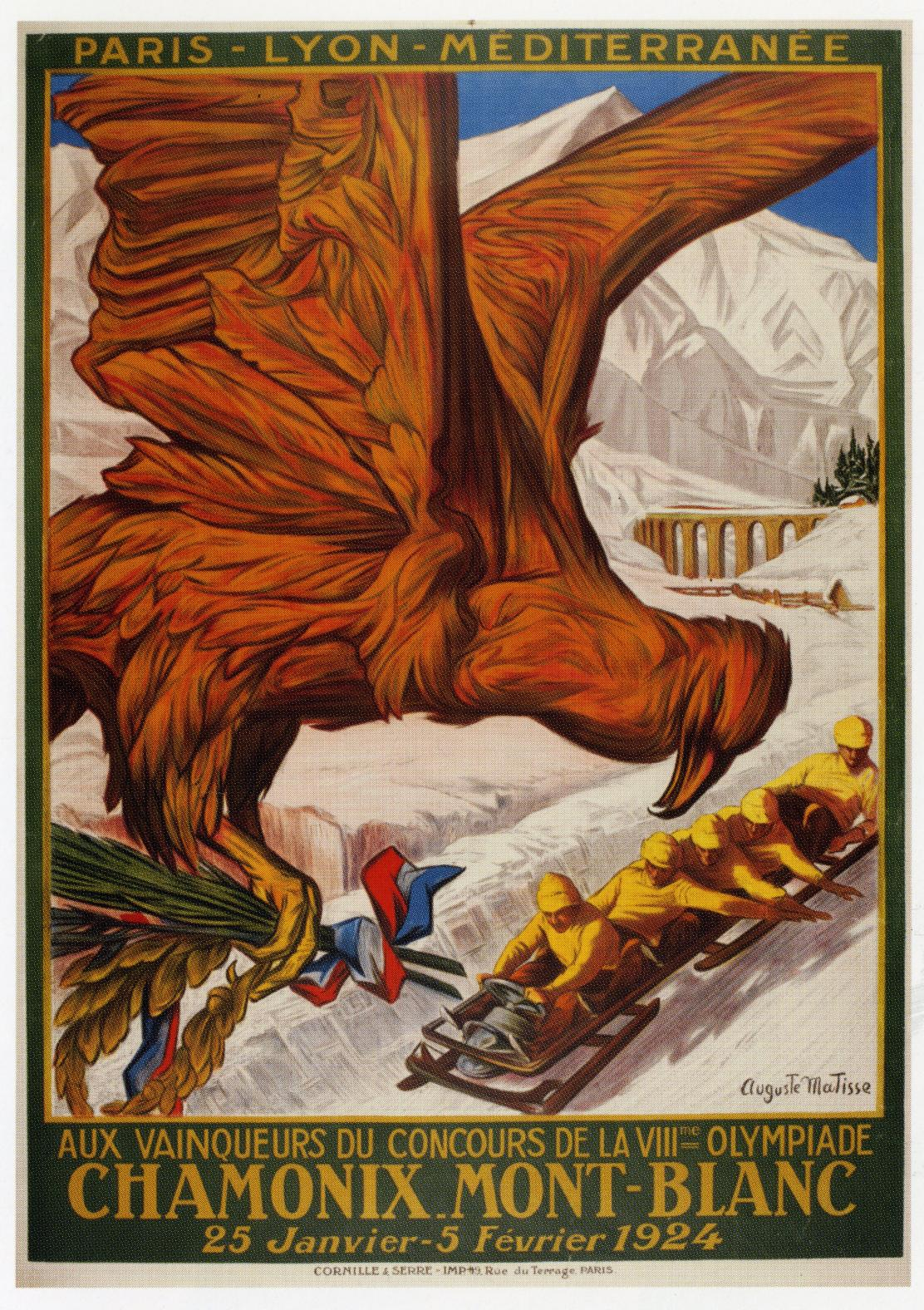
Plakat I Zimowych Igrzysk Olimpijskich w 1924 roku

Francuski Narodowy Komitet Olimpijski i Sportowy (fr. Comité national olympique et sportif français), CNOSF – organizacja sportowa koordynująca francuskie organizacje sportowe, funkcjonująca jako Narodowy Komitet Olimpijski Francji oraz Narodowy Komitet Paraolimpijski Francji.
Komitet zrzesza 96 organizacji sportowych, wliczając w to 30 federacji sportów olimpijskich, 46 stowarzyszeń sportowych oraz 31 innych organizacji zajmujących się sportem, jego rozwojem i promocją.
Komitet powstał w 1894 roku jako pierwszy narodowy komitet olimpijski na świecie. Reprezentuje on organizacje sportowe z Republiki Francuskiej i jej terytoriów zamorskich: Gwadelupy, Martyniki, Gujany Francuskiej, Reunion, Majotty, Saint-Pierre i Miquelon, Wallis i Futuna, Saint-Martin, Saint-Barthélemy, Nowej Kaledonii, Wyspy Clippertona i Francuskich Terytoriów Południowych i Arktycznych. Jedyną z posiadłości francuskich, która nie przypada CNOSF-owi jest Polinezja Francuska. 
Prezesami Francuskiego Narodowego Komitetu Olimpijskiego i Sportowego byli:
- Duvignau de Lanneau (1911-1912)
- Albert Glandaz (1912-1913)
- Justinien de Clary (1913-1933)
- Armand Massard (1933-1967)
- Jean de Beaumont (1967-1972)
- Claude Collard (1972-1982)
- Nelson Paillou (1982-1993)
- Henri Sérandour (1993-2009)
- Denis Masseglia (2009-2021)
- Brigitte Henriques (od 2021)

Francuski Narodowy Komitet Olimpijski i Sportowy zajmował się organizacją następujących igrzysk:
- Letnie Igrzyska Olimpijskie 1900 w Paryżu
- Letnie Igrzyska Olimpijskie 1924 w Paryżu
- Zimowe Igrzyska Olimpijskie 1924 w Chamonix
- Zimowe Igrzyska Olimpijskie 1968 w Grenoble
- Zimowe Igrzyska Olimpijskie 1992 w Albertville